# Crespellano
Crespellano – miejscowość i gmina we Włoszech, w regionie Emilia-Romania, w prowincji Bolonia.
Według danych na styczeń 2009 gminę zamieszkiwały 9833 osoby przy gęstości zaludnienia 262,4 os./1 km².
1 stycznia 2014 gmina została zlikwidowana.